# Stanisław Żółkiewski
Stanisław Żółkiewski (født 1547, død 7. oktober 1620) var en polsk hærfører.
Zolkiewski tjente først under Jan Zamoyski, blev vojvod af Kijev og udmærkede sig i krig mod de oprørske kosakker, som han underkuede i 1596, og mod svenskerne i Livland.
Hans egentlige berømmelse vandt han i krigen mod Rusland, hvor han som Kronens storhétman rykkede ind i 1610 for at sikre kong Sigismunds planer om at kontrollere Ruslands trone. Han besejrede den svensk-russiske hær ved Klusjino 1610, tvang bojarrådet til at udråbe Vladislav Vasa som zar, besatte Moskva samt flyttede siden den afsatte zar Vasilij som sin fange til Smolensk.
I 1617 var han hærfører for de polske tropper mod tatarerne på Krim og Det Osmanniske Rige, men blev samme år tvunget til at indgå en ufordelagtig fred med den osmanniske sultan. Da han i 1620 igen var i kamp med osmannerne og tatarerne, faldt han sammen med en stor del af sin hær når han skulle gå over Dnestr.